# Chinatown (film)
Chinatown is een Amerikaanse neo noirfilm uit 1974 van Roman Polański. De film wordt gezien als een van de beste uit het genre en werd genomineerd voor elf Oscars, waarvan het die voor beste originele scenario daadwerkelijk won. Daarnaast kreeg Chinatown onder meer vier Golden Globes en drie BAFTA Awards toegekend. Chinatown is opgenomen in het National Film Registry van de Library of Congress. In 1990 produceerde Jack Nicholson het vervolg: The Two Jakes.

## Verhaal
De film speelt zich af in Los Angeles in de tijd van de Grote Depressie. De cynische privédetective Jake 'J.J.' Gittes wordt ingehuurd om de gangen na te gaan van een zekere Hollis Mulwray, de hoofdingenieur van de afdeling waterbeheer van deze stad. Gittes fotografeert Mulwray terwijl deze een blonde jongedame kust; dit leidt tot een schandaal in de pers. Kort daarop verdrinkt Mulwray. Hij is getrouwd met de dochter van zijn zakenpartner, Noah Cross.
In opdracht van Mulwray zijn echtgenote onderzoekt Gittes de toedracht rond diens dood. Hij stuit daarbij op een ingewikkeld complot rond waterrechten en verliest een stukje van zijn neus. Hij krijgt een fysieke relatie met de weduwe en stuit tot slot bij zijn poging tot een veilige aftocht voor de incest-dochter op de plaatselijke politie, geleid door zijn oud-collega Lou Escobar. Noah Cross heeft alle touwtjes in handen als vader van de familie.

## Rolverdeling
- Jack Nicholson: J. J. "Jake" Gittes
- Faye Dunaway: Evelyn Cross Mulwray
- John Huston: Noah Cross
- Perry Lopez: Inspecteur Lou Escobar
- John Hillerman: Russ Yelburton
- Darrell Zwerling: Hollis I. Mulwray
- Diane Ladd: Ida Sessions
- Roy Jenson: Claude Mulvihill
- Dick Bakalyan: Rechercheur Loach
- Joe Mantell: Lawrence Walsh
- Bruce Glover: Duffy
- Nandu Hinds: Sophie
- James Hong: Kahn, Evelyns butler
- Roman Polański: Gangster met mes
- Belinda Palmer: Katherine Cross
- Roy Roberts: Burgemeester Bagby
- Noble Willingham: Raadsman
- Fritzi Burr: Mulwrays secretaresse
- Charles Knapp: Lijkschouwer
- Claudio Martinez: Jongen op paard

## Prijzen
- Academy Award (1975) voor het beste originele scenario; tien Ocarnominaties in andere categorieën, onder andere voor beste film, beste mannelijke hoofdrol en beste vrouwelijke hoofdrol
- BAFTA Award voor beste acteur, beste regie en beste scenario